# The Project Hate MCMXCIX
The Project Hate MCMXCIX, vaak afgekort tot The Project Hate of simpelweg TPH, is een industrial-melodic-deathmetalband uit Örebro, Zweden. De band mengt deathmetal met elektronische geluiden en wisselt deathgrunts af met cleane (vrouwelijke) zang. De teksten en thematiek zijn sterk anti-christelijk.

## Biografie
The Project Hate werd opgericht in 1998 en nam toen het album Deadmarch: Initiation Of Blasphemy op, maar bracht dit nooit uit. Het plan was echter wel om het album opnieuw op te nemen met nieuwe zang. Dit is nooit gedaan en het album is door de band in 2005 via hun website als een cadeau voor de fans gratis te downloaden gegeven. In 1999 nam TPH zijn eerste en enige demo op en stuurde die naar vier platenmaatschappijen, ze tekenden uiteindelijk bij Massacre Records uit Duitsland. Eind 1999 dook TPH opnieuw de studio in om het album Cybersonic Superchrist op te nemen. Tijdens de opnames werd vocaliste Mia Ståhl toegevoegd aan de band om een breder muzikaal scala te bereiken. In 2001 kwam hun nieuwe album When We Are Done... Your Flesh Will Be Ours op de markt, dit album, net als het eerste album, was lastig in de winkels te vinden wegens onprofessioneel handelen van de platenmaatschappij.
In 2002 kwam Petter S. Freed bij de band om live te spelen maar kwam later als volledig bandlid bij TPH. Ook kwam de band in 2002 eindelijk uit het contract met Massacre Records. Later in 2002 werd vocaliste Mia Ståhl vervangen door Jonna Enckell, die volgens vele reviews een totaal nieuwe dimensie aan de muziek gaf. Begin 2003 tekende TPH bij platenmaatschappij Threeman Recordings die in April datzelfde jaar het gedeeltelijk live-album en gedeeltelijk demo, genaamd Killing Helsinki, uitbracht. Eind 2003 bracht TPH alweer een album uit, genaamd Hate, Dominate, Congregate, Eliminate.
In 2005 had TPH plannen voor een nieuw album, genaamd Armageddon March Eternal. Zij wilden dit opnemen in Soundlab Studios, met Mieszko Talarczyk, waar ook alle voorgaande albums mee waren opgenomen. Maar Mieszko was bij de tsunami in Azië eind 2004 omgekomen. Daarom is dit album opgenomen in de studio van Dan Swanö. Bij dit album kwam Michael Håkansson bij de band om de baspartij te spelen, aangezien Lord K dit bij alle voorgaande albums had gedaan. Het album Armageddon March Eternal kwam uit in oktober 2005. De opvolger van Armageddon kwam uit in september 2007: In Hora Mortis Nostræ (Latijn, betekent: "Op het uur van onze dood"). Wat nieuw is op dit album is dat er een echte drummer bij TPH is gekomen, voorheen werden de drums door Lord K geprogrammeerd met speciale software. Ook werd dit album niet uitgegeven door Threeman Recordings, maar door StormVox, het label van de Zweedse acteur Peter Stormare.
In 2008 laat Petter S. Freed weten dat hij geen inspiratie meer heeft om met Lord K nummers te schrijven voor een nieuw album en wordt vervangen door de gitarist waarmee Lord K een groot aantal nummers voor een in 2009 uit te komen album heeft geschreven; Anders Bertilsson, die ook in de death/grind band Coldworker en in de band Ruin speelt. Met deze nieuwe samenstelling worden in 2009 The Lustrate Process en in 2011 Bleeding The New Apocalypse (Cum Victriciis In Manibus Armis) uitgebracht.

## Bandleden
- Lord K (Kenth) Philipson - gitaar, keyboard, programmering, basgitaar, achtergrondzang
- Jörgen Sandström - zang, basgitaar
- Ruby Roque - zang
- Tobben Gustafsson - drums

## Voormalige leden
- Mia Ståhl - zang (1999-2002)
- Daniel "Mojjo" Moilanen - drums (2006-2007)
- Petter S. Freed - gitaar (2002-2008)
- Jonna Enckell - zang (2002-2010)
- Michael Håkansson - basgitaar (2005-2010)
- Anders Bertilsson - gitaar (2009-2011)
- Magnus Johansson - basgitaar

## Discografie

### Demo's
- 1999 - 1999 Demo
- 2003 - Killing Helsinki (half livealbum en half demo)

### Albums
- 1998 - Deadmarch: Initiation Of Blasphemy
- 2000 - Cyber Sonic Super Christ
- 2001 - When We Are Done, Your Flesh Will Be Ours
- 2003 - Hate, Dominate, Congregate, Eliminate
- 2005 - Armageddon March Eternal (Symphonies of Slit Wrists)
- 2007 - In Hora Mortis Nostrae
- 2009 - The Lustrate Process
- 2011 - Bleeding The New Apocalypse (Cum Victriciis In Manibus Armis)
- 2013 - The Cadaverous Retaliation Agenda
- 2014 - There Is No Earth I Will Leave Unscorched
- 2017 - Of Chaos and Carnal Pleasures
- 2018 - Death Ritual Covenant
- 2020 - Purgatory
- 2021 - Spewing Venom Into the Eyes of Deities
- 2023 - Abominations of the Ageless